# 中村隆秋
中村 隆秋（なかむら たかあき、1964年 - ）は日本のインテリアデザイナー。
1964年東京都生まれ。高取空間計画を経て、1997年に「ナカムラデザイン事務所」設立。2002年から日本大学芸術学部非常勤講師。柴田文江、廣村正彰と共に手がけた「ナインアワーズ京都寺町」でインテリアデザインを担当。ナインアワーズ京都寺町は「JCDデザインアワード2010大賞」、「2010年度グッドデザイン金賞」、「2010年DFAアジアデザイン大賞」を受賞した。

## 略歴
- 1985年　学校法人中央工学校建築室内設計科卒業
- 1985〜87年　学校法人中央工学校建築室内設計科研究室卒業
- 1987〜90年　有限会社　オフィス・ケイ・デザイン
- 1990～97年　有限会社　高取邦和設計室（現：高取空間計画）
- 1997年　ナカムラデザイン事務所　設立
- 2005年　有限会社 ナカムラデザイン事務所　設立